# Джоуль на моль
Джо́уль на моль (позначення: Дж·моль−1 або Дж/моль; англ. joule per mole, J·mol−1  або J/mol) — похідна одиниця вимірювання молярної енергії (енергії, що припадає на один моль речовини) у системі SI, де енергія вимірюється в джоулях, а кількість речовини — у молях.
Наприклад, у джоулях на моль вимірюється вільна енергія Гіббза. Джоуль на моль є також похідною одиницею вимірювання у системі SI молярної термодинамічної енергії, що відповідає енергії в один джоуль в одному молі речовини.
Оскільки 1 моль це кількість речовини, що містить 6,0221407·1023 частинок (атомів, молекул, іонів тощо), 1 джоуль на моль дорівнює 1 джоулю, поділеному на 6,02214076·1023 частинок тобто - 1,66054·10-24 джоулів на частинку. Ця дуже мала кількість енергії часто виражається в одиницях меншого розміру, таких як електронвольт (еВ).
Фізичні величини, що вимірюються у Дж·моль−1 зазвичай характеризують кількість енергії, що передається під час фазових переходів чи хімічних реакцій. Віднесення величини енергії до кількості молів полегшує порівняння процесів за участі різних кількостей речовини і схожих процесів за участі різних типів речовин. Точне значення такої величини залежить від контексту (які речовини задіяні, обставини тощо), але одиниця вимірювання використовується спеціально для опису певних реальних явищ, наприклад, у термодинаміці це одиниця вимірювання, яка описує молярну енергію
Для зручності і через діапазон задіяних величин ці величини дуже часто вказуються у кДж·моль−1 а не у Дж·моль−1. Наприклад, теплота плавлення і випаровування зазвичай становить порядку 10 кДж·моль−1, енергії зв'язку порядку 100 кДж·моль−1, а енергії іонізації порядку 1000 кДж·моль−1.
1 кДж·моль−1 дорівнює 0,239 ккал·моль−1, 1,04·10-2 еВ на частинку. За кімнатної температури (25 °C або 298,15K) 1 кДж·моль−1 дорівнює 0,4034 {\displaystyle k_{B}T}.